# Изабелла Клара Австрийская
Изабе́лла Кла́ра Австри́йская (нем. Isabella Clara von Österreich, итал. Isabella Clara d'Austria; 12 августа 1629, Инсбрук, графство Тироль — 24 февраля 1685, Мантуя, герцогство Мантуи) — принцесса из дома Габсбургов, дочь Леопольда V, эрцгерцога Австрии и графа Тироля. В замужестве — герцогиня Майенна до 1654 года, герцогиня Невера и Ретеля до 1659 года, герцогиня Мантуи и герцогиня Монферрато.
С 1665 по 1671 год была регентом герцогств Мантуи и Монферрато при несовершеннолетнем сыне. Обвинённая в фаворитизме императором Священной Римской империи, вдовствующая герцогиня была удалена в монастырь урсулинок и насильно пострижена в монахини.

## Биография

### Происхождение
Изабелла Клара родилась 12 августа 1629 года в Инсбруке. Она была средней дочерью Леопольда V, эрцгерцога Австрийского и графа Тирольского из дома Габсбургов, и принцессы Клавдии Тосканской из дома Медичи. По линии отца приходилась внучкой Карлу II, эрцгерцогу Австрийскому, и принцессе Марии Анне Баварской. По линии матери была внучкой Фердинанда I, великого герцога Тосканского, и принцессы Кристины Лотарингской.
Её младшей сестрой была принцесса Мария Леопольдина, в замужестве императрица Священной Римской империи. Изабелла Клара также приходилась единоутробной сестрой принцессе Виктории Урбинской, в замужестве великой герцогине Тосканской, рождённой её матерью в первом браке. С самого рождения она носила титулы эрцгерцогини Австрийской и принцессы Тирольской.

### Брак
7 ноября 1649 года (по другим источникам — 13 июня 1649 года) в Мантуе Изабелла Клара сочеталась браком с Карлом III Гонзага (3.10.1629 — 14.8.1665), герцогом Мантуи и Монферрато под именем Карла II из Неверской ветви дома Гонзага. Это был династический брак, позволивший её супругу вернуть себе власть над герцогством Монферрато. Кроме того, союз обеспечивал правящей династии надежную связь с домом Габсбургов, представители которого были императорами Священной Римской империи, и уравновешивал влияние Французского королевства на герцогства Мантуи и Монферрато, усилившееся после Кераскского мира. Ранее, 7 августа 1649 года, в Инсбруке стороны заключили брачный договор, в котором был определён размер приданого принцессы и оговорена передача ей после свадьбы всех доходов от феода Гаццуоло во владениях супруга.
Особая роль в заключении этого брака принадлежала матери жениха, Марии Гонзага, вдовствующей герцогине Майенской и Эгийонской, которая придерживалась проимперской внешнеполитической ориентации. В марте 1651 года вместе с мужем и свекровью Изабелла Клара сопровождала в Инсбрук золовку, принцессу Элеонору Гонзага, на её свадьбу со своим кузеном Фердинандом III, императором Священной Римской империи, для которого это был уже третий брак. В мае того же года она вернулась в Мантую.
В Ревере в августе 1652 года Изабелла Клара родила единственного ребёнка, наследного принца  Карла Фердинанда  (31.8.1652 — 5.7.1708), будущего последнего герцога Мантуи и Монферрато из дома Гонзага. Рождение ребёнка не способствовало преодолению разногласий между супругами. Карл III был равнодушен к жене и имел давние отношения с графиней Маргаритой делла Ровере, с которой проводил своё время в поместье под Казале — столицей герцогства Монферрато. Изабелла Клара при участии римского папы Александра VIII смогла удалить любовницу мужа в Рим. Но это не повлияло на поведение герцога-эратомана, продолжившего иметь многочисленных любовниц и даже любовников.
Устав от измен супруга и проигнорировав просьбу свекрови быть осмотрительной, Изабелла Клара завела себе любовника, которым стал крещённый еврей из Мантуанского гетто, молодой секретарь её мужа, граф Карл Булгарини. Их отношения носили тайный характер, и потому об этом вскоре знали все. При дворе любовника герцогини считали выскочкой и ненавидели. В июне 1661 года на графа было совершено покушение, но выстрел убил его отца. В 1660 году после смерти свекрови Изабелла Клара также приняла титул герцогини Монферратской. Когда в августе 1665 года скоропостижно скончался Карл III, ходили слухи, что он был отравлен по приказу жены. На самом деле герцог отравился, приняв афродизиак.

### Регентство
Уже при жизни мужа Изабелла Клара, опираясь на советы любовника, контролировала политическую ситуацию в государстве. Став регентом при несовершеннолетнем сыне, она назначала графа Карла Булгарини первым министром. Вдовствующая герцогиня заняла нейтральную позицию в отношениях между Испанским и Французским королевствами. В ноябре 1666 года она получила для сына инвеституру от Священной Римской империи, в которой подтверждалось его право на владение феодами Реджоло и Луццара, ещё в 1631 году занятых герцогами Гвасталлы. В Гойто в августе 1670 года Изабелла Клара заключила брачный договор с Ферранте III, герцогом Гвасталлы, по которому их наследники, Фердинанд Карл и Анна Изабелла, должны были заключить брак. По этому договору герцог уступал будущему зятю в вечное владение оба феода. Кроме того, вдовствующая герцогиня смогла добиться от императора одобрения того, что после смерти Ферранте III, не имевшего наследников мужского пола, герцогство Гвасталла станет владением её сына в качестве наследства его жены.
Во время своего регентства Изабелла Клара увеличила территорию герцогств, укрепив их обороноспособность. В 1666 году при посредничестве Луиса Гусмана Понсе де Леона, наместника Миланского герцогства, ей удалось без военных действий присоединить несколько островов на реке По, на которые претендовало Моденское герцогство. Действия графа Карла Булгарини улучшили экономическое положение государства и повысили качество жизни подданных Изабеллы Клары. В порядок были приведены налоговая, судебная и правоохранительная системы.
В августе 1669 года вдовствующая герцогиня официально прекратила регентство, передав все полномочия сыну, но из-за распутного поведения молодого герцога, ей пришлось продолжить заниматься делами государства. Она стала проводить осторожную политику на достижение независимости герцогств Мантуи и Монферрато от Священной Римской империи.

### Заточение и смерть
Женив сына, Изабелла Клара удалилась от двора в замок Гойто, где жила с подавшим в отставку графом Карло Булгарини. Любовники тайно обвенчались. Вероятно, этот их шаг стал причиной того, что 16 декабря 1671 года по приказу Леопольда I, императора Священной Римской империи, и с согласия римского папы, Изабелла Клара была заключена в монастырь урсулинок, а граф Карл Булгарини — в монастырь доминиканцев. По требованию имперского комиссара, графа Готтлиба Амадея фон Виндишгреца, их насильно постригли в монахи. Так вдовствующая герцогиня стала монахиней-клариссинкой.
Изабелла Клара умерла в ночь с 24 на 25 февраля 1685 года в монастыре урсулинок в Мантуе. На похоронах вдовствующей герцогини присутствовал только её сын. Останки покойной были погребены в монастырской церкви святой Урсулы. Общественная панихида по ней состоялась лишь 14 мая того же года в дворцовой базилике святой Варвары.